# Суніл Четрі
Суніл Четрі (англ. Sunil Chhetri, гінді सुनील छेत्री, нар. 3 серпня 1984, Нью-Делі) — індійський футболіст, нападник клубу «Бенгалуру», та національної збірної Індії. У складі національної команди — рекордсмен за кількістю проведених ігор і забитих м'ячів. Футболіст року в Індії (2010, 2018).

## Клубна кар'єра
Народився 3 серпня 1984 року в місті Нью-Делі. У дорослому футболі дебютував 2002 року виступами за команду «Мохун Баган» з міста Калькутта, взявши участь у 18 матчах чемпіонату у сезоні 2004/05 і був одним з головних бомбардирів команди, маючи середню результативність на рівні 0,44 голу за гру першості.
Протягом 2005—2008 років захищав кольори команди клубу «ДжКТ» з Пенджабу. В сезоні 2006/07 Четрі в 11 матчах забив 12 м'ячів за клуб і був названий найкращим футболістом чемпіонату Індії за версією Індійської федерації футболу в 2007 році.
Завдяки своїй результативності Сунілом зацікавились кілька клубів з Європи, а саме «Ештуріл-Прая» з другого дивізіону Португалії і «Лідс Юнайтед» з Першої ліги Англії. Але в підсумку Суніл залишився в Індії і перейшов в калькутський «Іст Бенгал». Відіграв за клуб з Колкати наступний сезон своєї ігрової кар'єри. В новому клубі був серед найкращих голеодорів, відзначаючись забитим голом в середньому щонайменше у кожній третій грі чемпіонату.
22 травня 2009 року підписав контракт з клубом «Демпо», втім продовжували ходити чутки про можливий перехід Четрі до європейського клубу, зокрема зацікавленість проявляв шотландський «Селтік», а англійський клуб «Квінз Парк Рейнджерс» з Чемпіоншипу 30 серпня 2009 року навіть узгодив з гравцем трирічний контракт, але йому було відмовлено у дозволі на роботу британським урядом, оскільки Індія не входила до топ-70 найкращих чемпіонатів за рейтингом ФІФА. В підсумку 24 березня 2010 року Четрі перейшов у американський «Спортінг» (Канзас-Сіті), ставши лише третім індійцем, який став виступати за межами Південної Азії і першим представником своєї країни в MLS.
14 квітня 2010 року Четрі дебютував за «чарівників» в матчі відкритого кубку США проти «Колорадо Репідз» (1:2) . Втім головний тренер команди Пітер Вермес так і не випустив Суніла жодного разу в матчі MLS до кінця сезону і 5 лютого 2011 року було оголошено, що Четрі офіційно залишив команду. Після цього гравець грав на батьківщині за клуби «Чіраг Юнайтед» та «Мохун Баган».
У липні 2012 року Четрі все-таки перейшов в європейський клуб. Дворічний контракт з капітаном збірної Індії підписала резервна команда «Спортінга». Втім знову заграти закордоном у Суніла не вийшло і зігравши лише три гри у другому за рівнем дивізіоні Португалії, вже у лютому 2013 року він був відданий в оренду на батьківщину в клуб «Черчілл Бразерс», допомігши команді виграти чемпіонат Індії в сезоні 2012/13.
Після цього на правах вільного агента Четрі підписав контракт з «Бенгалуру», у складі якого теж став чемпіоном Індії у 2014 та 2016 роках, а 2015 року виграв і Кубок Федерації, при цьому саме один з голів у фіналі проти «Демпо» (2:1) забив Четрі. Крім цього у сезонах 2015 і 2016 грав за «Мумбаї Сіті» у індійській Суперлізі, турнірі що проводився протягом кількох місяців після завершення сезону офіційної І-ліги. Перед сезоном 2017/18 «Бенгалуру» теж перейшло з І-ліги в Суперлігу і в першому ж розіграші стало переможцем регулярної першості та фіналістом плей-оф турніру.

## Виступи за збірні
2004 року залучався до складу молодіжної збірної Індії до 20 років, з якою брав участь у Південноазійських іграх. На молодіжному рівні зіграв у 3 офіційних матчах, забив 2 голи.
2005 року дебютував в офіційних матчах у складі національної збірної Індії. Найкращий показник результативності Суніл показав в матчі проти збірної Таджикистану, коли Четрі забив хет-трик. Суніл завдяки своїй грі за збірну отримав звання футболіста року в Індії. Три забитих м'ячі Суніла в ворота збірної Таджикистану були внесені до переліку пам'ятних спортивних моментів 2007 року в Індії.
У 2008 році став з командою переможцем Кубка виклику АФК, зробивши хет-трик в фінальному матчі з Таджикистаном (4:1). Завдяки тріумфу збірна Індії вперше з 1984 року отримала шанс зіграти на Кубку Азії 2011 року. На цьому турнірі Четрі забив 2 з 3 голів своєї збірної, але вона розгромно програла всі три матчі групи і стала найгіршою командою турніру. В тому ж 2011 році Суніл допоміг збірній виграти домашній Чемпіонат федерації футболу Південної Азії, ставши з 7 голами найкращим бомбардиром турніру.
У грудні 2018 року був включений у заявку збірної для участі на Кубку Азії 2019 року в ОАЕ. У першому матчі проти Таїланду, завдяки двом його забитим м'ячам, команда здобула переконливу перемогу 4:1.
Станом на 3 вересня 2020 року є найрезультативнішим гравцем збірної — 72 голи у 115 іграх.
| Дата       | Місто                      | Господарі           | Результат | Гості            | Турнір                     | Голи | Примітки  |
| ---------- | -------------------------- | ------------------- | --------- | ---------------- | -------------------------- | ---- | --------- |
| 12-6-2005  | Пешавар                    | Пакистан            | 1 – 1     | Індія            | товариський матч           | 1    | 26'       |
| 16-6-2005  | Джакарта                   | Індонезія           | 0 – 1     | Індія            | товариський матч           | -    |           |
| 18-6-2005  | Куала-Лумпур               | Малайзія            | 3 – 0     | Індія            | товариський матч           | -    |           |
| 12-8-2005  | Лаутока                    | Фіджі               | 1 – 0     | Індія            | товариський матч           | -    |           |
| 15-8-2005  | Ель-Кувейт                 | Кувейт              | 2 – 1     | Індія            | товариський матч           | -    |           |
| 11-10-2006 | Нью-Делі                   | Індія               | 0 – 3     | Японія           | товариський матч           | -    | 24'       |
| 15-11-2006 | Сана                       | Ємен                | 2 – 1     | Індія            | товариський матч           | -    |           |
| 17-8-2007  | Колката                    | Індія               | 6 – 0     | Камбоджа         | товариський матч           | 2    |           |
| 20-8-2007  | Нью-Делі                   | Індія               | 1 – 0     | Бангладеш        | товариський матч           | -    |           |
| 23-8-2007  | Дамаск                     | Сирія               | 3 – 2     | Індія            | товариський матч           | 1    |           |
| 7-9-2007   | Джайпур                    | Індія               | 3 – 0     | Киргизстан       | товариський матч           | 1    |           |
| 29-9-2007  | Єрусалим                   | Ізраїль             | 0 – 1     | Індія            | товариський матч           | -    |           |
| 8-10-2007  | Варанасі                   | Індія               | 1 – 4     | Ліван            | товариський матч           | 1    |           |
| 30-12-2007 | Бенгалуру                  | Індія               | 2 – 2     | Японія           | товариський матч           | 1    |           |
| 24-5-2008  | Гаосюн                     | Тайвань             | 0 – 3     | Індія            | товариський матч           | 1    |           |
| 27-5-2008  | Доха                       | Катар               | 2 – 2     | Індія            | товариський матч           | 1    |           |
| 2-6-2008   | Мумбаї                     | Індія               | 4 – 0     | Непал            | товариський матч           | 1    |           |
| 5-6-2008   | Колката                    | Індія               | 1 – 2     | Пакистан         | товариський матч           | -    |           |
| 11-6-2008  | Гайдарабад (місто, Індія)  | Індія               | 2 – 1     | Бутан            | товариський матч           | 1    |           |
| 14-6-2008  | Мале (місто)               | Мальдіви            | 1 – 0     | Індія            | товариський матч           | -    |           |
| 22-7-2008  | Тегу                       | Південна Корея      | 0 – 0     | Індія            | товариський матч           | -    |           |
| 30-7-2008  | Мумбаї                     | Індія               | 1 – 0     | Афганістан       | товариський матч           | -    |           |
| 1-8-2008   | Душанбе                    | Таджикистан         | 0 – 1     | Індія            | товариський матч           | -    |           |
| 3-8-2008   | Ашгабат                    | Туркменістан        | 1 – 2     | Індія            | товариський матч           | -    |           |
| 7-8-2008   | Найп'їдо                   | М'янма              | 0 – 1     | Індія            | товариський матч           | 1    |           |
| 13-8-2008  | Джайпур                    | Індія               | 4 – 1     | Таджикистан      | товариський матч           | 3    |           |
| 14-1-2009  | Гонконг                    | Гонконг             | 2 – 1     | Індія            | товариський матч           | -    |           |
| 19-8-2009  | Бейрут                     | Ліван               | 1 – 0     | Індія            | Відбір до ЧС 2010          | -    | 46'       |
| 23-8-2009  | Мумбаї                     | Індія               | 2 – 1     | Киргизстан       | Відбір до ЧС 2010          | 1    |           |
| 26-8-2009  | Ахмедабад                  | Індія               | 3 – 1     | Шрі-Ланка        | Відбір до ЧС 2010          | -    |           |
| 29-8-2009  | Дамаск                     | Сирія               | 1 – 0     | Індія            | Відбір до ЧС 2010          | -    |           |
| 31-8-2009  | Ченнаї                     | Індія               | 1 – 1     | Ліван            | Відбір до ЧС 2010          | -    |           |
| 4-9-2009   | Пік Адама                  | Шрі-Ланка           | 1 – 2     | Індія            | Відбір до ЧС 2010          | -    |           |
| 14-11-2009 | Бішкек                     | Киргизстан          | 2 – 0     | Індія            | Відбір до ЧС 2010          | -    |           |
| 15-9-2010  | Варанасі                   | Індія               | 0 – 2     | Намібія          | товариський матч           | -    |           |
| 4-10-2010  | Пуне                       | Індія               | 0 – 1     | Гонконг          | товариський матч           | -    |           |
| 8-10-2010  | Ханой                      | В'єтнам             | 1 – 3     | Індія            | товариський матч           | 3    |           |
| 13-10-2010 | Нью-Делі                   | Індія               | 2 – 4     | Ємен             | товариський матч           | -    |           |
| 10-1-2011  | Мельбурн                   | Австралія           | 4 – 0     | Індія            | товариський матч           | -    |           |
| 14-1-2011  | Колката                    | Індія               | 4 – 1     | Бахрейн          | товариський матч           | 1    |           |
| 18-1-2011  | Доха                       | Катар               | 3 – 1     | Індія            | товариський матч           | 1    |           |
| 21-3-2011  | Тбілісі                    | Грузія              | 1 – 3     | Індія            | товариський матч           | 1    |           |
| 23-3-2011  | Карачі                     | Пакистан            | 1 – 1     | Індія            | товариський матч           | -    |           |
| 28-3-2011  | Джайпур                    | Індія               | 1 – 1     | Росія            | товариський матч           | -    |           |
| 10-7-2011  | Шеньчжень                  | КНР                 | 1 – 1     | Індія            | товариський матч           | 1    |           |
| 17-7-2011  | Бенгалуру                  | Індія               | 2 – 1     | Кувейт           | товариський матч           | 1    |           |
| 23-7-2011  | Аль-Айн                    | ОАЕ                 | 3 – 0     | Індія            | Відбір до ЧС 2014          | -    |           |
| 28-7-2011  | Нью-Делі                   | Індія               | 2 – 2     | ОАЕ              | Відбір до ЧС 2014          | -    | 84'       |
| 21-8-2011  | Порт-оф-Спейн              | Тринідад і Тобаго   | 3 – 0     | Індія            | товариський матч           | -    | 84'       |
| 24-8-2011  | Каєнна                     | Гаяна               | 2 – 1     | Індія            | товариський матч           | -    |           |
| 13-11-2011 | Ґувахаті                   | Індія               | 1 – 1     | Республіка Конго | товариський матч           | -    |           |
| 16-11-2011 | Ахмедабад                  | Індія               | 3 – 2     | Кірибаті         | товариський матч           | 2    |           |
| 3-12-2011  | Кігалі                     | Руанда              | 1 – 1     | Індія            | товариський матч           | 1    |           |
| 5-12-2011  | Вікторія                   | Сейшельські Острови | 0 – 5     | Індія            | товариський матч           | 2    |           |
| 7-12-2011  | Віндгук                    | Намібія             | 1 – 3     | Індія            | товариський матч           | 1    |           |
| 9-12-2011  | Монровія                   | Ліберія             | 1 – 2     | Індія            | товариський матч           | 2    |           |
| 11-12-2011 | Хараре                     | Зімбабве            | 0 – 3     | Індія            | товариський матч           | 1    |           |
| 9-3-2012   | Колката                    | Індія               | 2 – 2     | Південна Корея   | Відбір до ЧС 2014          | -    |           |
| 11-3-2012  | Пусан                      | Південна Корея      | 4 – 1     | Індія            | Відбір до ЧС 2014          | -    |           |
| 13-3-2012  | В'єнтьян                   | Лаос                | 0 – 3     | Індія            | Відбір до ЧС 2014          | -    |           |
| 22-8-2012  | Джайпур                    | Індія               | 2 – 1     | Лаос             | Відбір до ЧС 2014          | 1    |           |
| 25-8-2012  | Колката                    | Індія               | 3 – 0     | Малайзія         | Відбір до ЧС 2014          | 2    |           |
| 28-8-2012  | Куала-Лумпур               | Малайзія            | 0 – 0     | Індія            | Відбір до ЧС 2014          | -    |           |
| 6-2-2013   | Кочі (Індія)               | Індія               | 2 – 4     | Алжир            | товариський матч           | -    |           |
| 2-3-2013   | Нью-Делі                   | Індія               | 2 – 1     | Тайвань          | Відбір до ЧС 2014          | -    |           |
| 4-3-2013   | Янгон                      | Індія               | 3 – 0     | Гуам             | Відбір до ЧС 2014          | 2    |           |
| 6-3-2013   | Сіань                      | КНР                 | 1 – 0     | Індія            | Відбір до ЧС 2014          | -    |           |
| 14-8-2013  | Хагатна                    | Гуам                | 0 – 6     | Індія            | Відбір до ЧС 2014          | -    |           |
| 1-9-2013   | Ченнаї                     | Індія               | 1 – 0     | КНР              | Відбір до ЧС 2014          | -    |           |
| 3-9-2013   | Дакка                      | Бангладеш           | 1 – 1     | Індія            | товариський матч           | 1    |           |
| 5-9-2013   | Мумбаї                     | Індія               | 2 – 1     | Непал            | товариський матч           | -    |           |
| 11-9-2013  | Баку                       | Азербайджан         | 2 – 0     | Індія            | товариський матч           | -    | кап., 60' |
| 15-11-2013 | Маніла                     | Філіппіни           | 1 – 1     | Індія            | товариський матч           | 1    | кап.      |
| 19-11-2013 | Сіліґурі                   | Індія               | 2 – 0     | Іран             | товариський матч           | -    |           |
| 5-3-2014   | Гоа                        | Індія               | 2 – 2     | Бангладеш        | товариський матч           | 2    |           |
| 6-10-2014  | Колката                    | Індія               | 2 – 3     | Кенія            | товариський матч           | 1    |           |
| 12-3-2015  | Ґувахаті                   | Індія               | 2 – 0     | Непал            | Відбір до ЧС 2018          | 1    | кап.      |
| 17-3-2015  | Катманду                   | Непал               | 0 – 0     | Індія            | Відбір до ЧС 2018          | -    | кап.      |
| 11-6-2015  | Бенгалуру                  | Індія               | 1 – 2     | Оман             | Відбір до ЧС 2018          | 1    | кап.      |
| 16-6-2015  | Нассау (Багамські острови) | Гуам                | 2 – 1     | Індія            | Відбір до ЧС 2018          | 1    | кап.      |
| 31-8-2015  | Пуне                       | Індія               | 0 – 0     | Єгипет           | товариський матч           | -    |           |
| 8-9-2015   | Бенгалуру                  | Індія               | 0 – 3     | Іран             | Відбір до ЧС 2018          | -    |           |
| 8-10-2015  | Ашгабат                    | Туркменістан        | 2 – 1     | Індія            | Відбір до ЧС 2018          | -    | кап.      |
| 13-10-2015 | Маскат                     | Оман                | 3 – 0     | Індія            | Відбір до ЧС 2018          | -    |           |
| 12-11-2015 | Колката                    | Індія               | 1 – 0     | Гуам             | Відбір до ЧС 2018          | -    |           |
| 25-12-2015 | Тируванантапурам           | Індія               | 2 – 0     | Шрі-Ланка        | товариський матч           | -    |           |
| 27-12-2015 | Гайдарабад (місто, Індія)  | Індія               | 4 – 1     | Ямайка           | товариський матч           | 1    |           |
| 22-3-2016  | Пномпень                   | Камбоджа            | 2 – 3     | Індія            | товариський матч           | 1    |           |
| 3-9-2016   | Нью-Делі                   | Індія               | 4 – 1     | Пуерто-Рико      | товариський матч           | 1    | 77'       |
| 28-3-2017  | Янгон                      | Індія               | 1 – 0     | М'янма           | Відбір до ЧС 2018          | 1    | кап.      |
| 13-6-2017  | Бенгалуру                  | Індія               | 1 – 0     | Бангладеш        | Відбір до ЧС 2018          | 1    |           |
| 5-9-2017   | Тайпа                      | Макао               | 0 – 2     | Індія            | Відбір до ЧС 2018          | 1    |           |
| 11-10-2017 | Джайпур                    | Індія               | 4 – 1     | Макао            | Відбір до ЧС 2018          | 1    |           |
| 13-11-2017 | Саппоро                    | Японія              | 2 – 2     | Індія            | товариський матч           | 1    |           |
| 1-6-2018   | Мумбаї                     | Індія               | 5 – 0     | Тайвань          | товариський матч           | 3    | кап.      |
| 4-6-2018   | Мумбаї                     | Індія               | 3 – 0     | Кенія            | товариський матч           | 2    | кап.      |
| 7-6-2018   | Гайдарабад (місто, Індія)  | Індія               | 1 – 2     | Нова Зеландія    | товариський матч           | 1    | кап.      |
| 10-6-2018  | Колката                    | Індія               | 2 – 0     | Кенія            | товариський матч           | 2    | кап.      |
| 13-10-2018 | Сучжоу                     | КНР                 | 0 – 0     | Індія            | товариський матч           | -    |           |
| 17-11-2018 | Амман                      | Йорданія            | 2 – 1     | Індія            | товариський матч           | -    |           |
| 27-12-2018 | Абу-Дабі                   | Оман                | 0 – 0     | Індія            | товариський матч           | -    | кап.      |
| 06-01-2019 | Абу-Дабі                   | Таїланд             | 1 – 4     | Індія            | Кубок Азії 2019 - 1-й етап | 2    |           |
| 10-01-2019 | Абу-Дабі                   | Індія               | 0 – 2     | ОАЕ              | Кубок Азії 2019 - 1-й етап | -    | кап.      |
| Усього     |                            | Матчів (1 місце)    | 108       |                  | Голів (1 місце)            | 68   |           |

## Титули і досягнення
- Переможець І-Ліги (4):

«Демпо»: 2009–10
«Черчілл Бразерс»: 2012–13
«Бенгалуру»: 2013–14, 2015–16
- Переможець Індійської Суперліги (1):

«Бенгалуру»: 2018–19
- Володар Кубка Федерації (2):

«Бенгалуру»: 2014–15, 2017
- Володар Суперк Кубка (1):

«Бенгалуру»: 2018
Збірні
- Срібний призер Південноазійських ігор: 2004
- Володар Кубка Неру: 2007, 2009, 2012
- Володар Кубка виклику АФК: 2008
- Переможець Чемпіонату Південної Азії: 2011, 2015, 2021

### Індивідуальні
- Футболіст року в Індії[en]: 2010, 2018